# Épsilon Sculptoris
Épsilon Sculptoris (ε Scl / HD 10830 / HR 514) es un sistema estelar de magnitud aparente +5,29 situado en la constelación de Sculptor.
Se encuentra a 89,5 años luz del sistema solar.
La componente principal del sistema, Épsilon Sculptoris A, es una estrella blanco-amarilla de tipo F2V —muy semejante a η Corvi por ejemplo— con una temperatura efectiva de 6699 K. 
Es unas 5 veces más luminosa que el Sol y no parece existir unanimidad en cuanto a su contenido metálico; mientras que en un estudio su metalicidad es comparable a la solar, para otra fuente su abundancia relativa de metales solo supone el 60% de la del Sol.
Con una masa de 1,40 masas solares, su edad se estima en 1300 millones de años.
Épsilon Sculptoris B, situada a ~ 5 segundos de arco de la estrella principal, es una enana amarilla de tipo G9V y magnitud +8,3.
Los parámetros preliminares de la órbita contemplan una separación media entre las dos componentes de 128 UA y un período orbital de 1192 años.
Una tercera estrella de magnitud 15, Épsilon Sculptoris C, se localiza visualmente a +15,3 segundos de arco de la primaria.
Una cuarta estrella de magnitud +11,5, visualmente a más de dos minutos de arco, puede estar relacionada con el sistema.